# Рандю, Эжен
Эжен Мари Рандю (10 января 1824, Париж — 27 февраля 1902, там же) — французский политик, чиновник и писатель-публицист клерикального направления, деятель образования.

## Биография
Был сыном педагога Амбруаза Рандю. Получил учёную степень в области литературы, после чего совершил длительное образовательное путешествие в Италию. С 1848 года сотрудничал в газете Лакордера «l’Ère nouvelle». Затем поступил на работу в Министерство образования, где участвовал в разработке Закона об образовании 1850 года. В 1851 году стал инспектором начального образования, в 1857 году — начальником отдела начального образования в министерстве. В 1860 году был назначен генеральным инспектором народного просвещения. При режиме Второй империи предпринимал неудачные попытки избраться в парламент, в итоге был депутатом от департамента Сена и Уаза с 20 февраля 1876 по 25 июня 1877 года, примкнув к правым. В 1877 году переизбраться не смог, вновь пытался занять кресло в 1885 и затем в 1889 году.
Был известен как горячий сторонник всеобщего и обязательного обучения, но противник светской школы и сторонник церковного образования. Работы его авторства: «Manuel de l’enseignement primaire» (много изданий), «Sur l’obligation de l’enseignement» (1840), «Conditions de la paix dans les Etats romains» (1849), «Commentaire théorique et administrant de la loi sur l’enseignement» (1850), «La souveraineté pontificale et l’Italie» (1862), «Guide des écoles primaires» (1861), «L’instruction primaire devant l’assemblée» (1873).